# Spagna ai Giochi della XIX Olimpiade
La Spagna partecipò ai Giochi della XIX Olimpiade che si sono svolti a Città del Messico dal 12 al 27 ottobre 1968, con una delegazione di 122 atleti impegnati in 12 discipline per un totale di 50 competizioni. Portabandiera fu il velista Gonzalo Fernández, alla sua seconda Olimpiade.
Fu l'undicesima partecipazione della Spagna ai Giochi estivi. Non fu conquistata nessuna medaglia.

## Risultati

### Pallacanestro
| Atleta | Classifica |
| --- | ---------- |
| V · D · M Nazionale spagnola - Pallacanestro ai Giochi della XIX Olimpiade 4 Martínez Arroyo · 5 Ramos · 6 Santiago · 7 Codina · 8 Margall · 9 Nava · 10 Rodríguez · 11 Luyk · 12 Sagi-Vela · 13 Buscató · 14 Alocén · 15 Martínez · All. Antonio Díaz-Miguel | 7°         |
| Nazionale spagnola - Pallacanestro ai Giochi della XIX Olimpiade |            |
| 4 Martínez Arroyo · 5 Ramos · 6 Santiago · 7 Codina · 8 Margall · 9 Nava · 10 Rodríguez · 11 Luyk · 12 Sagi-Vela · 13 Buscató · 14 Alocén · 15 Martínez · All. Antonio Díaz-Miguel                                                                            |            |

### Pallanuoto
| Atleta | Classifica                                                                                       |                   |
| --- | ------------------------------------------------------------------------------------------------ | ----------------- |
| V · D · M Nazionale maschile spagnola di pallanuoto · Giochi olimpici - Città del Messico 1968 Bestit • Borell • Rubio • Padrós • Codera • Mas • Ibern • Zubicoa • Meya • Jané • Brugat · CT : - | 9°                                                                                               |                   |
| Nazionale maschile spagnola di pallanuoto · Giochi olimpici - Città del Messico 1968 |                                                                                                  |                   |
| Bestit • Borell • Rubio • Padrós • Codera • Mas • Ibern • Zubicoa • Meya • Jané • Brugat · CT: -                                                                                                 | Bestit • Borell • Rubio • Padrós • Codera • Mas • Ibern • Zubicoa • Meya • Jané • Brugat · CT: - | Spagna (bandiera) |